# Compétence juridictionnelle en procédure civile française
Pour les articles homonymes, voir Compétence.
En procédure civile française, la compétence juridictionnelle est l'aptitude d'une juridiction étatique française de l'ordre judiciaire à connaître d'un litige ou d'une situation de droit privé en matière civile. La détermination de la juridiction compétente est le préalable nécessaire à la saisine du juge civil, et à l'examen de l'affaire sur le fond. L'incompétence du juge saisi entache la décision rendue d'un vice, et contraint les parties à devoir reprendre l'instance devant un autre juge.
Les règles de compétence permettent de déterminer, au sein de l'organisation juridictionnelle, la juridiction compétente selon son ordre (matière administrative, pénale ou civile), son degré (premier degré, second degré ou cassation), sa nature et le lieu de son siège. La compétence d'une juridiction est qualifiée d'après la matière de l'affaire dont elle est saisie (compétence matérielle) et le lieu de rattachement géographique de l'affaire (compétence territoriale).
La compétence matérielle d'une juridiction désigne l'ensemble des matières pour lesquelles la juridiction est apte à statuer. Le Tribunal de grande instance dispose d'une compétence matérielle de droit commun, tandis que les autres juridictions statuant en matière civile disposent d'une compétence matérielle d'attribution. La compétence territoriale désigne le secteur géographique pour lequel la juridiction saisie est apte à statuer. Le droit français retient le principe de compétence territoriale du tribunal dans lequel le défendeur à son domicile (forum rei). La jurisprudence a étendu les règles de compétence territoriale interne en matière internationale (compétence internationale).

## Les règles de compétence
La détermination de la juridiction compétente dépend de la nature du litige (compétence matérielle) et du rattachement géographique de l'affaire à juger (compétence territoriale).

### La compétence matérielle
La compétence matérielle d'une juridiction (ou compétence ratione materiae) est l'aptitude d'une juridiction à statuer en raison de la nature de l'affaire à juger. La compétence matérielle d'une juridiction s'apprécie en premier lieu du degré de la juridiction dans l'organisation judiciaire, et en second lieu de l'affaire dont elle est saisie. L'article 33 du Code de procédure civile dispose que « la compétence des juridictions en raison de la matière est déterminée par les règles relatives à l'organisation judiciaire et par des dispositions particulières ».

#### La compétence matérielle des juridictions civiles du premier degré
Parmi les juridictions judiciaires du premier degré, le droit français attribue une compétence matérielle de droit commun au tribunal judiciaire, et réserve des compétences d'exception à certaines juridictions, soit en raison de la matière, soit en raison du montant de la demande (taux de ressort). La loi prévoit également des exceptions aux exceptions, et réserve la compétence exclusive du TJ dans certaines matières nonobstant la compétence d'exception attribuée à d'autres juridictions.
Les autres juridictions du premier degré de l'ordre judiciaire disposent donc d'une compétence matérielle d'exception, pour les affaires civiles et commerciales, selon les règles prévues par la loi. Pour simplifier les règles de compétence matérielle, le législateur a constitué des blocs de compétence en réservant une matière à une juridiction donnée.

##### En raison de la matière
Le Tribunal judiciaire dispose d'une compétence de droit commun pour les affaires civiles et commerciales. Le TJ dispose en outre d'une compétence exclusive en matière d'état des personnes (hors mesures de protection des majeurs) et de régimes matrimoniaux, pour les actions immobilières, en matière de bail commercial, les contestations relatives aux droits de propriété intellectuelle, pour la liquidation et le redressement judiciaires en matière civile.
Le Tribunal d'instance disposait d'une compétence exclusive en matière de demande d'injonction de payer (depuis le 1er janvier 2013, le Tribunal de grande instance connaissait des injonctions de payer d'un montant supérieur à 10 000 €). 
Depuis 2020,Le Tribunal judiciaire dispose d'une compétence exclusive en matière de procédures civiles d'exécution (sauf les saisies immobilières et les sûretés judiciaires) et de saisie des rémunérations ainsi qu'en matière de mesures de protection des majeurs (sauvegarde de justice, curatelle et tutelle).
Enfin, l'article L261-1 du Code de l'organisation judiciaire réserve la compétence matérielle d'exception d'autres juridictions d'attribution, par renvoi aux dispositions particulières régissant leur matière (Code de commerce pour le Tribunal de commerce, Code du travail pour le Conseil de prud'hommes...).

##### En raison du montant
Le Tribunal judiciaire est compétent, en matière civile et commerciale, pour les demandes personnelles et mobilières dont le montant excède 10 000 € et les demandes inférieures ou égales à 10 000 €, y compris pour les demandes par voie d'ordonnance de référé ou sur requête. Le Tribunal d'instance dispose d'une compétence exclusive en matière de demande d'injonction de payer, quel que soit le montant de la demande. Enfin, la juridiction de proximité est compétente pour les demandes inférieures ou égales à 4 000 €, sous réserve de la compétence exclusive du TGI en matière d'action immobilière.

#### La compétence matérielle des juridictions du second degré
La Cour d'appel connaît des décisions rendues en premier ressort en matière civile. Toutefois, la Cour d'appel ne peut connaître des décisions rendues en dernière instance par les juridictions judiciaires du premier degré en raison du taux de ressort, ni connaître des décisions du Tribunal du contentieux de l'incapacité (qui relèvent de la compétence exclusive de la Cour nationale de l'incapacité et de la tarification de l'assurance des accidents du travail).

### La compétence territoriale
La compétence territoriale d'une juridiction est l'aptitude de cette juridiction à connaître d'une affaire en raison de sa localisation géographique. Le Code de procédure civile prévoit la règle de compétence territoriale du forum rei, à savoir de la juridiction dans le ressort de laquelle le défendeur à l'action à son domicile. Cette compétence est déclinée au niveau international, lorsque la situation de l'affaire présente un élément d'extranéité.

#### Les règles de compétence interne

##### La juridiction du domicile du défendeur
L'article 42 du Code de procédure civile retient la compétence territoriale de la juridiction du lieu où demeure le défendeur à l'action (actor sequitur forum rei). Cette règle de compétence est également reprise à l'article 4 du règlement (UE) n°1215/2012. En cas de pluralité de défendeurs à l'action, le demandeur peut choisir la juridiction où demeure l'un des défendeurs. Lorsque le domicile ou la résidence du défendeur sont inconnus, le demandeur est fondé à choisir la juridiction du lieu de son propre domicile ou la juridiction de son choix.
Le lieu où le demeure le défendeur s'apprécie, soit du lieu du domicile ou de la résidence de la personne physique, soit du lieu d'établissement de la personne morale. Les juges du fond apprécient souverainement le lieu du domicile du défendeur au jour de la demande, et le changement de domicile du défendeur en cours d'instance n'emporte aucune modification de la compétence de la juridiction régulièrement saisie. Le domicile des sociétés est établi au siège social réel, déterminé selon les critères de l'article 1837 du Code civil et de la jurisprudence Roval. Toutefois, les personnes morales peuvent être assignées devant la juridiction dans le ressort de laquelle elles disposent d'une succursale ou d'une agence ayant le pouvoir de les représenter à l'égard des tiers.

##### Les options de compétence territoriale
L'article 46 du Code de procédure civile prévoit des règles de compétence territoriale optionnelles, qui permettent au demandeur de saisir des juridictions autres que la juridiction du lieu du défendeur.
L'article 47 du même Code concerne pour sa part le procès des magistrats et des auxiliaires de justice, en permettant au demandeur la saisine d'une juridiction située dans un ressort limitrophe.

###### En matière contractuelle
En matière contractuelle, le demandeur peut saisir la juridiction du lieu de livraison effective de la chose, ou du lieu d'exécution de la prestation de service. L'exercice de cette option suppose l'existence d'un lien contractuel entre les parties à l'instance (l'option est exclue lorsque l'action est fondée sur un quasi-contrat ou lorsque l'existence ou la validité d'un contrat est sérieusement contestée par l'adversaire) et l'exécution d'une des deux prestations prévues à l'article 46 alinéa 2 (livraison d'une chose ou exécution d'une prestation de service), à peine d'incompétence de la juridiction saisie.

###### En matière délictuelle
En matière délictuelle, le demandeur peut saisir la juridiction du lieu du fait dommageable ou la juridiction du lieu où le dommage a été subi. Ce dernier lieu s'entend du lieu de survenance du dommage, et non du lieu où les conséquences financières ont été subies.

###### En matière mixte
En matière mixte, le demandeur peut saisir la juridiction du lieu de situation de l'immeuble. Les actions mixtes s'entendent des actions portant contestation sur un droit personnel et sur un droit réel. Les actions mixtes comprennent notamment la demande de l'acquéreur tendant à la réalisation d'un contrat de vente, à l'exécution d'une promesse de vente, à la nullité d'une vente immobilière... En revanche, sont exclues de la matière mixte l'action en paiement du prix de vente et l'action du bénéficiaire d'une promesse de vente en restitution d'une indemnité d'immobilisation.

###### En matière alimentaire
En matière d'aliments ou de contribution aux charges du mariage, le demandeur peut saisir la juridiction du lieu où demeure le créancier.

##### Les exceptions à la règle du forum rei
La loi prévoit des exceptions à la règle du forum dei prévue par l'article 42 du Code de procédure civile :
- les questions en matière réelle immobilière relève de la compétence exclusive aux juridictions du lieu de situation de l'immeuble[Loi 14] ;
- les questions en matière successorale relève de la compétence exclusive du lieu d'ouverture de la succession[Loi 15] (dernier domicile du défunt[Loi 16]) ;
- les demandes en divorce ou en séparation de corps relèvent de la compétence du juge aux affaires familiales selon les règles prévues à l'article 1070 du Code de procédure civile ;
- les questions en matière d'assurance relève de la compétence des juridictions désignées par l'article R114-1 du Code des assurances.

#### Les règles de compétence internationale

##### Le règlement Bruxelles I
Le règlement 44/2001/CE dit Bruxelles I remplaçait la Convention de Bruxelles de 1968 sur la compétence judiciaire en matière civile et commerciale. Le règlement Bruxelles I retenait le principe du forum rei et prévoit la compétence des juridictions de l'État membre dont le défendeur est ressortissant ou résidant. Toutefois, l'article 5 du règlement prévoyait des règles de compétences spéciales optionnelles, et notamment les règles suivantes :
- en matière contractuelle, le demandeur peut saisir les juridictions du lieu d'exécution de l'obligation qui sert de base à la demande en justice (livraison pour la vente, exécution de la prestation pour la prestation de service) ;
- en matière d'obligation alimentaire, le demandeur peut saisir les juridictions du lieu du domicile ou de la résidence du créancier d'aliments ;
- en matière délictuelle, le demandeur peut saisir les juridictions du lieu de survenance effective ou possible du fait dommageable.

Les articles 8 à 21 du règlement prévoyaient des règles de compétence optionnelles et des règles de compétence impérative en raison de la qualité des parties (assuré, travailleur salarié ou consommateur). Enfin, l'article 22 énonçait des règles de compétence territoriale impératives : ainsi, en matière réelle immobilière (et de baux d'habitation), le règlement attribuait une compétence exclusive aux juridictions du lieu de situation de l'immeuble.
La matière contractuelle ou délictuelle de l'affaire doit être qualifiée selon les principes énoncés par la jurisprudence de la Cour de justice de l'Union européenne. Ainsi, la matière contractuelle suppose une situation dans laquelle il existe un engagement librement assumé d'une des parties envers l'autre
Le règlement 44/2001/CE dit Bruxelles I a été remplacé en 2015 par le règlement (UE) n ° 1215/2012 du Parlement européen et du Conseil du 12 décembre 2012 concernant la compétence judiciaire, la reconnaissance et l’exécution des décisions en matière civile et commerciale.

##### Le règlement Bruxelles I bis
Le règlement (UE) n ° 1215/2012 du Parlement européen et du Conseil du 12 décembre 2012 concernant la compétence judiciaire, la reconnaissance et l’exécution des décisions en matière civile et commerciale remplace, depuis le 10 janvier 2015, le règlement dit Bruxelles I. Ce règlement est une refonte du règlement Bruxelles I.
Le principe actor sequitur forum rei est toujours retenu, ainsi qu'une série d'exception (règles de compétences spéciales, règles applicables en matière d'assurances, en matière de contrats conclus par les consommateurs, en matière de contrats de travail, ainsi que des règles relatives aux compétences exclusives, à la litispendance, à la connexité, et à la prorogation de compétences). Le règlement vise également à renforcer les accords d’élection de for.
Il est important de relever que ce règlement ne s'applique pas dans un certain nombre de situations, notamment en matières fiscales, douanières ou administratives. Les faillites, de successions, et d'arbitrage, et certaines autres matières font également l'objet d'une exclusion.

##### L'extension des règles de compétence territoriale interne
En droit international privé français, la Cour de cassation a étendu les règles de compétence territoriale interne prévues par les articles 42 et suivants du Code de procédure civile, aux hypothèses dans lesquelles les situations présentent un élément d'extranéité (arrêt Scheffel). Ainsi, les juridictions françaises sont compétentes pour connaître d'un litige international lorsque :
- le défendeur ou l'un des défendeurs (quelle que soit sa nationalité) à son domicile en France (article 42 du Code de procédure civile) ;
- lorsque l'immeuble objet du litige est situé en France (article 44 du Code de procédure civile);
- lorsque le lieu d'exécution de la prestation caractéristique d'un contrat est situé en France (article 46 du Code de la procédure civile).

Toutefois, en matière successorale, les tribunaux français seront compétents par application de l'article 45 du Code de procédure civile si les immeubles de la succession sont situés en France.

##### Les privilèges de juridiction en raison de la nationalité
Les articles 14 et 15 du Code civil prévoient un privilège de juridiction, au terme duquel la nationalité française du demandeur ou du défendeur (voire de l'ayant cause est suffisante pour justifier la compétence des juridictions françaises. Toutefois, l'ayant cause reste tenu par une clause attributive de juridiction acceptée par l'auteur du droit. Les règles des articles 14 et 15 du Code civil, qui visaient initialement les obligations contractées, ont été généralisées par la Cour de cassation à l'ensemble des matières, à l'exception toutefois des actions réelles immobilières et des demandes en partage, portant sur des immeubles situés à l'étranger, ainsi que des demandes relatives à des voies d'exécution pratiquées hors de France.
La jurisprudence retenait une compétence exclusive des juridictions françaises, à l'exception de toute compétence des juridictions étrangères, sur le fondement du privilège de juridiction. Cette conception a été abandonnée dans l'arrêt Prieur, selon lequel les articles 14 et 15 du Code civil consacrent une compétence facultative des juridictions françaises. Cette compétence ne saurait exclure la compétence des juridictions étrangères dès lors que le litige se rattache de manière caractérisée à l'État dont la juridiction est saisie, et que le choix de la juridiction n'est pas frauduleux. La compétence des juridictions françaises n'est pas d'ordre public : les parties peuvent renoncer au privilège de juridiction et le juge français ne peut invoquer d'office ces articles. La renonciation peut être expresse (clause contractuelle, clause attributive de juridiction, clause compromissoire) ou tacite (action en justice devant un juge étranger).
Enfin, le privilège de juridiction énonce une compétence subsidiaire des juridictions françaises. Pour déterminer sa compétence internationale, le juge français saisi doit appliquer en premier lieu les conventions internationales et le droit de l'Union européenne relatifs aux conflits de juridictions, en vertu du principe de primauté du droit international (article 55 de la Constitution). À défaut, le juge français doit apprécier sa compétence au regard des règles de compétence territoriale prévues par le Code de procédure civile. Si aucune de ces règles ne permet de retenir la compétence des juridictions françaises, les parties peuvent invoquer le privilège de juridiction fondé sur la nationalité.

### Ouvrages
- Françoise Monéger, Droit international privé, Paris, Litec, juillet 2007, 261 p. (ISBN 978-2-7110-0927-5), p. 177-200